# Prîiut, Ielaneț
Prîiut (în ucraineană Приют) este un sat în comuna Malodvoreanka din raionul Ielaneț, regiunea Mîkolaiiv, Ucraina.

## Demografie
Componența lingvistică a localității Prîiut
     Ucraineană (92,56%)
     Rusă (7,44%)
Conform recensământului din 2001, majoritatea populației localității Prîiut era vorbitoare de ucraineană (92,56%), existând în minoritate și vorbitori de rusă (7,44%).